# 도리아 (음식)

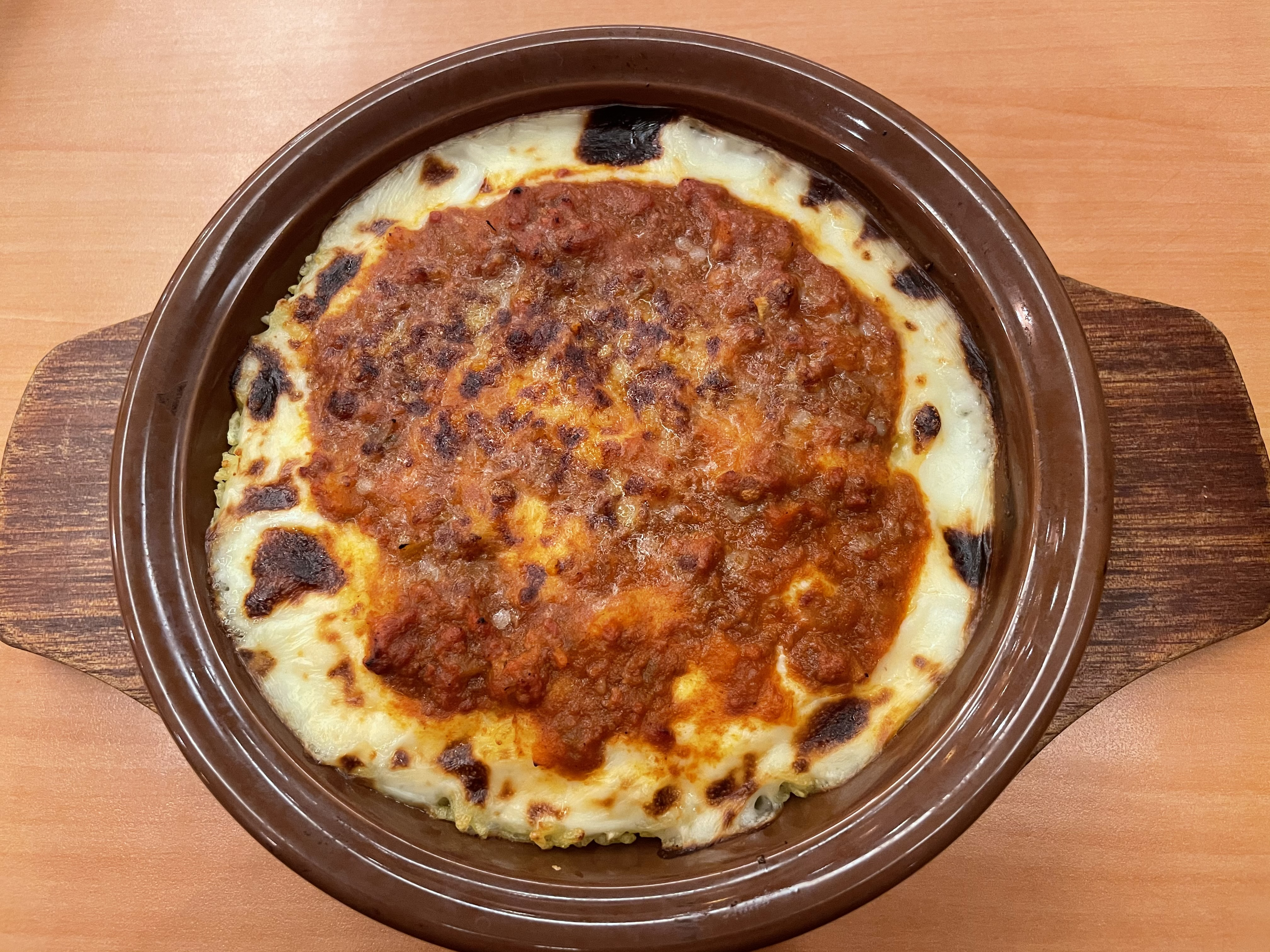
도리아

도리아(일본어: ドリア)는 쌀을 사용한 일본 요리 중 하나이다. 필라프 등 쌀밥 위에 베샤멜 소스 (화이트 소스)를 얹어 오븐에 구운 것이다. 널리 알려져 있는 도리아의 원형은 1930년 무렵 요코하마 호텔 뉴그랜드의 초대 총 요리장이었던 샐리 웨일이 유럽의 은행가를 위해 즉석에서 제공한 요리이며 생각되고 있다.